# Igor Jesus
Igor Jesus Maciel da Cruz, mais conhecido como Igor Jesus (Cuiabá, 25 de fevereiro de 2001), é um futebolista brasileiro que atua como centroavante. Atualmente, joga pelo Nottingham Forest. 

## Carreira

### Coritiba

#### Base
Nascido em Cuiabá, capital do Mato Grosso, Igor Jesus iniciou sua carreira no futebol no sub-15 do Coritiba, em 2015. Após se destacar nas categorias de base, Igor Jesus foi promovido ao time profissional no ano de 2019.

#### Profissional
Sua estreia profissional aconteceu no dia 23 de janeiro do mesmo ano, entrando como substituto em um empate em casa por 1–1 com o Maringá, pelo Campeonato Paranaense. No dia 30 de janeiro, fez seu primeiro gol como jogador profissional em um clássico contra o Athletico Paranaense, em uma vitória por 2–1.
Em 18 de março de 2019, Igor Jesus renovou seu contrato com o Coritiba até o final de 2022. Na sua primeira temporada como profissional do Coritiba, Igor Jesus marcou cinco gols e deu uma assistência em 32 partidas. Já no segundo ano foram dois gols e uma assistência em 25 jogos, antes de se transferir para o Shabab Al Ahli Club, dos Emirados Árabes Unidos.
Encerrou sua passagem pelo Coritiba tendo participado de 57 partidas, marcando sete gols.

### Shabab Al-Ahli
No dia 2 de outubro de 2020, foi encaminhada a venda de Igor Jesus ao Shabab Al Ahli Club, dos Emirados Árabes Unidos, onde foi vendido por cerca de 2 milhões de dólares e assinou um contrato de quatro anos com o novo clube. Igor Jesus ganhou a confiança dos torcedores e criou identificação logo no primeiro ano, quando fez 40 jogos e marcou 21 gols na temporada 2020–21. Apesar disso, nas temporadas seguintes, Igor Jesus oscilou entre titularidade e reserva na equipe.
Encerrou sua passagem pelo Shabab Al Ahli Club tendo participado de 91 partidas, marcando 46 gols e distribuindo 16 assistências.

### Botafogo
No dia 30 de janeiro de 2024, após não renovar com o Shabab Al Ahli Club, Igor Jesus assinou um pré-contrato com o Botafogo, sendo válido a partir do mês de junho de 2024. Ele assinou um contrato válido por quatro temporadas com a equipe do Botafogo. Fez sua estreia pelo Botafogo no dia 20 de julho, em uma vitória sobre a equipe do Internacional por 1–0, em partida do Campeonato Brasileiro. Marcou seu primeiro gol pelo clube no dia 4 de agosto, em uma vitória fora de casa por 4–1 sobre o Atlético Goianiense.
Igor Jesus, em sua primeira temporada, se destacou na equipe do Botafogo se tornando titular com um bom desempenho no Campeonato Brasileiro e na Copa Libertadores da América. Com suas boas atuações pela equipe alvinegra, foi chamado para a Seleção Brasileira pela primeira vez na carreira pelo técnico Dorival Júnior.

### Nottingham Forest
Igor fez seu último jogo pelo Botafogo no Brasil em 4 de junho de 2025, onde o clube ganhou de 3–2 sobre o Ceará pelo Campeonato Brasileiro no Estádio Olímpico Nilton Santos. Este foi seu último pois teve uma transferência acertada com o Nottingham Forest, onde o clube inglês pagará cerca de 20 milhões de euros (R$ 128,8 milhões) e um bônus em caso de atingimento de metas.
Antes de deixar oficialmente o Glorioso, Igor Jesus lamentou a saída do clube pelo qual foi campeão da Libertadores e do Campeonato Brasileiro de 2024.
— Feliz por estar começando esse grande campeonato com o pé direito, começando com vitória. Feliz mesmo pelo resultado. Graças a Deus conseguimos três pontos bons e foi muito importante. Agora é continuar, tem um jogo muito difícil contra o PSG. Continuar trabalhando aí bem a semana para que possamos fazer um grande jogo também – disse ao SporTV.
Antes de se despedir do Botafogo, Igor jogou o Mundial de Clubes FIFA de 2025, onde teve destaque pelo clube. Na fase de grupos, o atacante marcou contra o Seattle Sounders e marcou o gol decisivo em frente ao PSG. Nas oitavas de final, Igor não teve o mesmo sucesso na outra fase e viu seu time ser eliminado pelo Palmeiras por 1–0, dando adeus à competição.
Em 5 de julho de 2025, foi anunciado oficialmente pelo clube inglês. O centroavante assinou um contrato válido por quatro anos.
Em 16 de julho de 2025, dia que o Botafogo empatou com o Vitória por 1 a 1 no Estádio Nilton Santos, pelo Brasileiro, Igor Jesus foi homenageado pelo clube no intervalo com uma placa.

## Seleção Brasileira

### Sub-15
No dia 29 de março de 2016, Igor Jesus foi convocado para a Seleção Brasileira Sub-15 para a disputa do Torneio Delle Nazioni, realizado na Itália pelo técnico Guilherme Dalla Déa.

### Principal
Em 27 de setembro de 2024, Igor Jesus foi convocado pela primeira vez na carreira para o time principal da Seleção Brasileira pelo técnico Dorival Júnior para a disputa dos jogos contra Chile e Peru, para a disputa das Eliminatórias para a Copa do Mundo. Em sua estreia pela Seleção Brasileira contra o Chile, no dia 10 de outubro de 2024, marcou seu primeiro gol na vitória fora de casa por 2–1. Com o Botafogo voltando a ter um jogador marcando pelo Brasil depois de 26 anos, desde Bebeto na Copa do Mundo de 1998.
Sua primeira convocação na Seleção Brasileira recebeu muito destaque da imprensa nacional e internacional, exclusivamente do jornal espanhol Marca, por suas boas partidas contra Chile e Peru respectivamente e por ter conquistado a titularidade do também centroavante Endrick.

## Vida pessoal
Igor Jesus é fã declarado da série de mangá e anime Dragon Ball, no qual cresceu assistindo em sua juventude. Ele homenageia o principal golpe do protagonista Goku em suas comemorações de gols marcados, o "Kamehameha". A comemoração repercutiu positivamente após sua chegada ao Botafogo, no qual virou uma marca registrada do jogador.

## Estatísticas
Atualizadas até 28 de junho de 2025.
Clubes
| Equipe              | Temporada         | Campeonato nacional | Campeonato nacional | Campeonato nacional | Copa nacional[a] | Copa nacional[a] | Copa nacional[a] | Competições continentais[b] | Competições continentais[b] | Competições continentais[b] | Outros torneios[c] | Outros torneios[c] | Outros torneios[c] | Total | Total | Total   |
| Equipe              | Temporada         | Jogos               | Gols                | Assist.             | Jogos            | Gols             | Assist.          | Jogos                       | Gols                        | Assist.                     | Jogos              | Gols               | Assist.            | Jogos | Gols  | Assist. |
| ------------------- | ----------------- | ------------------- | ------------------- | ------------------- | ---------------- | ---------------- | ---------------- | --------------------------- | --------------------------- | --------------------------- | ------------------ | ------------------ | ------------------ | ----- | ----- | ------- |
| Coritiba            | 2019              | 24                  | 3                   | 1                   | 0                | 0                | 0                | —                           | —                           | —                           | 8                  | 2                  | 0                  | 32    | 5     | 1       |
| Coritiba            | 2020              | 10                  | 0                   | 0                   | 1                | 0                | 0                | —                           | —                           | —                           | 14                 | 2                  | 1                  | 25    | 2     | 1       |
| Coritiba            | Total             | 34                  | 3                   | 1                   | 1                | 0                | 0                | —                           | —                           | —                           | 22                 | 4                  | 1                  | 57    | 7     | 2       |
| Shabab Al Ahli Club | 2020–21           | 24                  | 12                  | 8                   | 10               | 7                | 3                | 5                           | 2                           | 0                           | 1                  | 0                  | 0                  | 40    | 21    | 11      |
| Shabab Al Ahli Club | 2021–22           | 6                   | 2                   | 0                   | —                | —                | —                | —                           | —                           | —                           | —                  | —                  | —                  | 6     | 2     | 0       |
| Shabab Al Ahli Club | 2022–23           | 17                  | 6                   | 1                   | 3                | 0                | 0                | —                           | —                           | —                           | —                  | —                  | —                  | 20    | 6     | 1       |
| Shabab Al Ahli Club | 2023–24           | 19                  | 14                  | 3                   | 3                | 3                | 0                | 2                           | 0                           | 0                           | 1                  | 0                  | 1                  | 25    | 17    | 4       |
| Shabab Al Ahli Club | Total             | 66                  | 34                  | 12                  | 16               | 10               | 3                | 7                           | 2                           | 0                           | 2                  | 0                  | 1                  | 91    | 46    | 16      |
| Botafogo            | 2024              | 22                  | 5                   | 3                   | 2                | 0                | 0                | 6                           | 3                           | 3                           | —                  | —                  | —                  | 30    | 8     | 6       |
| Botafogo            | 2025              | 10                  | 3                   | 1                   | 1                | 1                | 0                | 7                           | 2                           | 0                           | 10                 | 3                  | 0                  | 28    | 9     | 1       |
| Botafogo            | Total             | 32                  | 8                   | 4                   | 3                | 1                | 0                | 13                          | 5                           | 3                           | 10                 | 3                  | 0                  | 58    | 17    | 7       |
| Nottingham Forest   | 2025–26           | 0                   | 0                   | 0                   | 0                | 0                | 0                | 0                           | 0                           | 0                           | —                  | —                  | —                  | 0     | 0     | 0       |
| Nottingham Forest   | Total             | 0                   | 0                   | 0                   | 0                | 0                | 0                | 0                           | 0                           | 0                           | 0                  | 0                  | 0                  | 0     | 0     | 0       |
| Total na carreira   | Total na carreira | 130                 | 45                  | 17                  | 20               | 11               | 3                | 20                          | 7                           | 4                           | 34                 | 7                  | 2                  | 206   | 70    | 25      |

- a. ^ Jogos da Copa do Brasil, Copa do Presidente, Etisalat Emirates Cup, FA Cup e Copa da Liga Inglesa
- b. ^ Jogos da Liga dos Campeões da AFC, Copa Libertadores, Recopa Sul-Americana e Liga Conferência da UEFA
- c. ^ Jogos do Campeonato Paranaense, Supercopa dos Emirados Árabes Unidos, Campeonato Carioca, Supercopa do Brasil e Mundial de Clubes FIFA

### Seleção Brasileira
| Ano   |       |      |         |
| Ano   | Jogos | Gols | Assist. |
| ----- | ----- | ---- | ------- |
| 2016  | 1     | 0    | 0       |
| Total | 1     | 0    | 0       |

| Ano   |       |      |         |
| Ano   | Jogos | Gols | Assist. |
| ----- | ----- | ---- | ------- |
| 2024  | 4     | 1    | 1       |
| Total | 4     | 1    | 1       |

| Ano   |       |      |         |
| Ano   | Jogos | Gols | Assist. |
| ----- | ----- | ---- | ------- |
| 2016  | 1     | 0    | 0       |
| 2024  | 4     | 1    | 1       |
| Total | 5     | 1    | 1       |

Expanda a caixa de informações para conferir todos os jogos deste jogador, pela sua seleção nacional.
Principal
|                                        | Data                   | Local                                  | Resultado | Adversário | Gol(s) | Assist. | Competição            |
| -------------------------------------- | ---------------------- | -------------------------------------- | --------- | ---------- | ------ | ------- | --------------------- |
| 1.                                     | 10 de outubro de 2024  | Estádio Nacional de Chile, Santiago    | 2–1       | Chile      | 1      | 0       | Eliminatórias da Copa |
| 2.                                     | 15 de outubro de 2024  | Estádio Mané Garrincha, Brasília       | 4–0       | Peru       | 0      | 1       | Eliminatórias da Copa |
| 3.                                     | 14 de novembro de 2024 | Estádio Monumental de Maturín, Maturín | 1–1       | Venezuela  | 0      | 0       | Eliminatórias da Copa |
| 4.                                     | 19 de novembro de 2024 | Arena Fonte Nova, Salvador             | 1–1       | Uruguai    | 0      | 0       | Eliminatórias da Copa |
| Legenda: Vitórias — Empates — Derrotas |                        |                                        |           |            |        |         |                       |

## Títulos
Shabab Al-Ahli
- Supercopa dos Emirados Árabes Unidos: 2020, 2023
- Copa do Presidente: 2020–21
- Etisalat Emirates Cup: 2020–21
- Campeonato Emiradense: 2022–23

Botafogo
- Copa Libertadores da América: 2024
- Campeonato Brasileiro: 2024

### Prêmios individuais
- Prêmio Vale Investir (jogador jovem do mês): setembro de 2024[39]
- Equipe da temporada da Copa Libertadores da América: 2024[40]
- Melhor jogador da Partida do Mundial de Clubes FIFA de 2025: Botafogo 2–1 Seatlle Sounders[41]
- Melhor jogador da Partida do Mundial de Clubes FIFA de 2025: Paris Saint-Germain 0–1 Botafogo[42]

### Recordes
- Maior artilheiro do Botafogo no Mundial de Clubes da FIFA: (2 gols)[43]